# 河田晃明
河田 晃明（かわた こうめい、1950年（昭和25年）8月21日 - ）は、日本の政治家。埼玉県羽生市長（第14代 - 第18代）。元羽生市議会議員。

## 経歴
羽生市に生まれる。埼玉県立不動岡高等学校、玉川大学文学部卒業。小学校教員、羽生市学校教育課長、春日部市立藤塚小学校長、羽生市議会議員を歴任した。

### 2006年羽生市長選挙
2006年6月11日に前市長の逝去に伴い実施された羽生市長選挙に立候補して、自民党・公明党が推薦する候補を破って初当選した。
※当日有権者数：-人 最終投票率：54.79%（前回比：-pts）
| 候補者名 | 年齢 | 所属党派 | 新旧別 | 得票数   | 得票率 | 推薦・支持             |
| -------- | ---- | -------- | ------ | -------- | ------ | ---------------------- |
| 河田晃明 | 55   | 無所属   | 新     | 13,816票 | 56.6%  | -                      |
| 相馬宏雄 | -    | 無所属   | 新     | 10,588票 | 43.4%  | 自由民主党・公明党推薦 |

2010年5月16日、無投票で再選を果たした。

### 2014年羽生市長選挙
2014年5月18日の羽生市長選挙では自民党・公明党の推薦を得て、新人2人を破って3選を果たした。
※当日有権者数：44,974人 最終投票率：49.36%（前回比：-pts）
| 候補者名 | 年齢 | 所属党派 | 新旧別 | 得票数   | 得票率 | 推薦・支持             |
| -------- | ---- | -------- | ------ | -------- | ------ | ---------------------- |
| 河田晃明 | 63   | 無所属   | 現     | 12,350票 | 56.3%  | 自由民主党・公明党推薦 |
| 中島直樹 | 41   | 無所属   | 新     | 8,899票  | 40.6%  | -                      |
| 児玉敦   | 67   | 無所属   | 新     | 689票    | 3.1%   | -                      |

2018年5月13日、無投票で4選を果たした。

### 2022年羽生市長選挙
2022年5月29日の羽生市長選挙では、2014年市長選と同様に自民党・公明党の推薦を得て、河田の多選批判や市政刷新を訴える元市議の中島直樹との二度目の対決を制し、5選を果たした。
※当日有権者数：-人 最終投票率：-%（前回比：-pts）
| 候補者名 | 年齢 | 所属党派 | 新旧別 | 得票数   | 得票率 | 推薦・支持             |
| -------- | ---- | -------- | ------ | -------- | ------ | ---------------------- |
| 河田晃明 | 71   | 無所属   | 現     | 11,297票 | 53.4%  | 自由民主党・公明党推薦 |
| 中島直樹 | 49   | 無所属   | 新     | 9,856票  | 46.6%  | -                      |